# Bandeira da Comunidade Ursina
A Bandeira da  Comunidade Ursina é a bandeira que representa a sub cultura gay chamada “Urso”, que também é associada com a comunidade LGBT.
Originalmente feita em 1995 por Craig Byrnes, desde então a bandeira é usada como símbolo da comunidade urso. A bandeira contém 7 faixas com 7 cores diferentes. 

## Simbolismo
A bandeira contém 7 cores e 7 faixas, sendo as cores (em ordem de aparência de cima pra baixo):
- Marrom escuro
- Laranja
- Amarelo dourado
- Bronzeado
- Branco
- Cinza
- Preto

As cores representam os tipos diferentes de pele de urso, não necessariamente de pele humana, as cores também buscam um grande nível de representatividade para a comunidade.

## Comunidade
A sub cultura urso se baseia em uma característica corporal de um homem peludo e com barba, também podendo ser considerado um estilo de vida e sendo uma identidade.